# Flavi Víctor
Flavi Víctor (Flavius Victor) fou emperador romà, fill de Magne Màxim que governava a Hispània, Gàl·lia i Britànnia, i de la seva dona, Elena.
El seu pare el va associar al govern vers el 384 (en tot cas abans del 386 quan fou reconegut per Teodosi el Gran) i li va donar el títol d'august. Quan Màxim va anar a Itàlia per combatre a Valentinià II (387), Víctor es va quedar a la Gàl·lia amb residència a Trèveris. Màxim fou després derrotat per Teodosi (388) i tot seguit el general d'aquest, Arbogastes, va atacar a Víctor, al que va derrotar; fet presoner, fou executat.